# Ratzersdorf an der Traisen
Der Ort Ratzersdorf liegt in Niederösterreich an der Traisen zwischen Wagram im Süden, Pottenbrunn im Norden und Osten und Viehofen und Radlberg im Westen. Er grenzt als einziger Stadtteil St. Pöltens an keine anderen Gemeinden. Er ist seit der Eingemeindung 1972 ein Stadtteil von St. Pölten.

## Name
Erstmals erwähnt wird Ratzersdorf 1187 als Razinistorf. Dies lässt auf ein Dorf das nach dem Namen Razi benannt ist schließen.

## Geschichte
Erste Belege einer Besiedlung des Raumes Ratzersdorf wurden während des Baus der Kremser Schnellstraße gefunden. Neben einer Steinzeitsiedlung entdeckten die Archäologen ein Gräberfeld mit Hockergräbern aus dem 6. Jahrtausend v. Chr.
1836 wurden Ober- und Unterratzersdorf noch als zwei Dörfer beschrieben, beide waren bäuerlich geprägt. Oberratzersdorf beherbergte in 19 Häusern 117 Personen, das nördlich gelegene Unterratzersdorf in 39 Häusern 276 Personen. Damals bestanden die Dörfer aus Häuserreihen entlang der Poststraße, der heutigen Wiener Straße und war damit ein Straßendorf.
Die Kirche Zum guten Hirten wurde 1937 als Filialkirche der Pfarrkirche Pottenbrunn erbaut und im September desselben Jahres durch Bischof Michael Memelauer geweiht.
Bis 1938 bildeten die Katastralgemeinden Ober- und Unterratzersdorf eine Gemeinde. Diese wurde 1939 in die Stadt St. Pölten eingemeindet, bereits 1955 wurden sie als eigenständige Gemeinde wiederhergestellt. Zum Jahreswechsel 1971/72 wurde Ratzersdorf endgültig eingemeindet.
Seit 1976 sind die Katastralgemeinden Ober- und Unterratzersdorf zur Katastralgemeinde und Ortschaft Ratzersdorf an der Traisen vereinigt und bilden zugleich einen Stadtteil St. Pöltens.

## Politik
Als Stadtteil von St. Pölten hat Ratzersdorf keinen eigenen Gemeinderat, die Bürgermeister vor 1939 und zwischen 1955 und 1972 finden sich in der Liste der Bürgermeister von St. Pölten.

## Wirtschaft
Im Bereich der Auffahrt zu Kremser Schnellstraße entstand in den letzten Jahren ein umfangreiches Gewerbegebiet. Dort sind einige Autohäuser und Einzelhandelsketten angesiedelt.

## Öffentliche Einrichtungen
Im Stadtteil befindet sich eine Volksschule, die jedoch nur zwei Klassen im Abteilungsunterricht als Expositur der Volksschule Pottenbrunn beherbergt,
sowie einen Kindergarten.

## Kultur und Sehenswürdigkeiten
- Filialkirche Ratzersdorf